# Xabi Alonso
Xabi Alonso (wymowa baskijska: [ˈʃabi aˈlons̺o], hiszpańska: [ˈʃaβj aˈlonso]; właśc. Xabier Alonso Olano, ur. 25 listopada 1981 w Tolosie) – hiszpański trener piłkarski, piłkarz, narodowości baskijskiej, który występował na pozycji pomocnika. Złoty medalista Mistrzostw Świata 2010, Mistrzostw Europy 2008 i 2012. Od 25 maja 2025 trener Realu Madryt.
.
Alonso rozpoczął karierę w Realu Sociedad, a po krótkim okresie spędzonym w SD Eibar powrócił do występującego w Primera División zespołu. John Toshack wyznaczył Alonso na kapitana drużyny, a ten poprowadził klub na drugie miejsce w lidze w sezonie 2002/2003. W sierpniu 2004 za sumę 10,5 miliona funtów dołączył do Liverpoolu. W pierwszym sezonie gry zwyciężył z zespołem w Lidze Mistrzów. W kolejnych rozgrywkach klub z Hiszpanem w składzie zdobył Tarczę Wspólnoty oraz Puchar Anglii. W 2009 za kwotę 30 milionów funtów przeszedł do Realu Madryt. W trzech pierwszych sezonach w klubie wygrał Mistrzostwo i Puchar Hiszpanii.
Debiut w Reprezentacji Hiszpanii zaliczył w kwietniu 2003 w wygranym 4:0 spotkaniu z Ekwadorem. Wystąpił na Mistrzostwach Świata 2006, 2010 i 2014, a także Mistrzostwach Europy 2004, 2008 i 2012. Z reprezentacją zwyciężył na Mundialu 2010 oraz UEFA Euro 2008 i 2012, podczas którego zaliczył swój setny występ w kadrze narodowej. 27 sierpnia 2014 roku zakończył karierę w reprezentacji.

## Kariera piłkarska

### Początki
Alonso urodził się w rodzinie o długich tradycjach piłkarskich. Jego ojciec, Miguel Ángel Alonso, w barwach Realu Sociedad dwukrotnie zwyciężył w Primera División, zaś kolejny triumf w lidze zaliczył po dołączeniu do FC Barcelona. Zanotował również udane występy na arenie międzynarodowej, zwyciężając we wszystkich 20 spotkaniach kadry, w których wziął udział. Urodzony w Tolosie, małej baskijskiej miejscowości, Xabi Alonso pierwsze sześć lat życia spędził w Barcelonie, po czym przeprowadził się z rodziną do San Sebastián. Tam zainteresował się futbolem, gdzie od wczesnych lat zaczął występować w klubie Playa de la Concha (Muszlowa Plaża). Grając na baskijskich plażach Alonso zaprzyjaźnił się z Mikelem Artetą. Hiszpan był zafascynowany futbolem, co spowodowało, że ojciec często prowadzał go i jego starszego brata Mikela na klubowe boisko klubu CE Sabadell FC, gdzie wspólnie trenowali. Duży wpływ na grę Alonso miał jego ojciec, zawodnikowi większą przyjemność od strzelenia bramki sprawiało celne podanie piłki partnerowi z zespołu. W młodym wieku zadecydował, że będzie występował na pozycji defensywnego pomocnika, na której miał zamiar nauczyć się, jak z korzyścią dla drużyny rozprowadzać piłkę po boisku. W późniejszych latach umiejętność ta okazała się kluczowym elementem w jego klubowej i międzynarodowej karierze.
Alonso i Arteta marzyli o wspólnej grze w pierwszej drużynie Realu Sociedad. Chociaż uczęszczali do różnych szkół, razem stanowili o sile lokalnej drużyny młodzieżowej Antiguoko, rozgrywając mecze w weekendy. Ich występy przyciągały uwagę poszukiwaczy talentów z czołowych klubów hiszpańskich, i wkrótce drogi obu młodzieńców rozeszły się, kończąc tym samym dziewięć lat przyjacielskiej rywalizacji. Alonso dołączył do Realu Sociedad, zaś Arteta związał się z FC Barcelona. Mimo to, po zmianie barw Alonso nie czuł się w klubie samotnie, gdyż dołączył do starszego brata, Mikela, który stał się ważnym zawodnikiem drużyny.

### Real Sociedad

#### Debiut i opaska kapitańska
Alonso stale czynił postępy występując w drużynach młodzieżowych oraz rezerwach klubu, dzięki czemu w wieku 18 lat otrzymał szansę debiutu w pierwszym zespole. Premierowy mecz w dorosłej drużynie miał miejsce w grudniu 1999 w spotkaniu o Puchar Króla przeciwko Logroñés CF. W sezonie Alonso nie wystąpił już w żadnym meczu pierwszego zespołu, jednak kolejny rok przyniósł więcej okazji do gry. Na początku rozgrywek 2000/2001 trener Javier Clemente wysłał zawodnika na wypożyczenie do drugoligowego SD Eibar, aby zebrał doświadczenie. Ojciec Alonso uznał, że w mniejszym klubie piłkarz szybciej podniesie swoje umiejętności. Jednak ciągła zmiana menedżerów, wliczając także dwumiesięczny okres, w którym trenerem był ‘Periko’ Alonso, sprawiła, że w Realu Sociedad nastały ciężkie chwile. W styczniu 2001, gdy zespół był na dnie tabeli, nowy menedżer John Toshack sprowadził piłkarza z wypożyczenia z nadzieją, że pomoże on w uzyskaniu lepszych wyników. Co wzbudziło powszechne zaskoczenie, walijski trener ustanowił 19-letniego Alonso kapitanem drużyny, którą to funkcję sprawowali dotychczas starsi gracze. Sociedad zdołało uchronić się przed spadkiem i zakończyło rozgrywki na 14. miejscu. Toshack stwierdził, że Alonso sprawił na nim szczególne wrażenie, zwłaszcza jako zawodnik młodzieżowych zespołów.
Pod wodzą Toshacka i Alonso w roli kapitana, Sociedad notowało coraz lepsze wyniki na boisku. Toshack wiedząc, jaki potencjał ma Alonso, nie tylko uczynił z niego kapitana, lecz opracował dla niego także indywidualny program treningowy. Zespół bez problemów utrzymał się w lidze, kończąc sezon 2001/2002 na 13. miejscu. Alonso regularnie występował w drużynie, zaliczając w rozgrywkach ligowych 30 spotkań, a także zdobył swojego pierwszego gola dla klubu. W lecie 2002 trenerem zespołu został Raynald Denoueix, ale Alonso miał już na tyle silną pozycję w klubie, że zdołał zachować miejsce w wyjściowej jedenastce.

#### Sezon 2002/2003 i debiut w reprezentacji
Sezon 2002/2003 był najlepszym ligowym sezonem klubu od rozgrywek 1981/1982, kiedy to zdobył mistrzostwo. Baskijska drużyna uplasowała się na 2. miejscu w tabeli tracąc dwa punkty do Realu Madryt, zdobywając zarazem najwięcej punktów w tabeli w swojej historii oraz po raz pierwszy kwalifikując się do Ligi Mistrzów. Alonso otrzymał wiele pochwał za wkład włożony w sukces zespołu, został również wybrany Zawodnikiem Roku w Hiszpanii przez magazyn „Don Balón”. Dodatkowo Alonso znacznie przyczynił się do liczby zdobytych przez drużynę bramek, będąc autorem dwunastu trafień we wszystkich rozgrywkach. Jego występy sprawiły, że selekcjoner reprezentacji Hiszpanii Iñaki Sáez zdecydował się powołać zawodnika do kadry. Alonso zadebiutował w kwietniu 2003 w wygranym 4:0 towarzyskim meczu z Ekwadorem. Sáez był zachwycony zawodnikiem, mówiąc: „On ma fantastyczną zdolność precyzyjnego podawania piłki, pojmuje futbol niezwykle przejrzyście i dojrzale”.

#### Sezon 2003/2004 i transfer do Liverpoolu
Sezon 2003/04 nie był tak udany, jak poprzedni. Alonso ze względu na swoje występy zdobywał w Europie coraz większą sławę, zaś Real Sociedad zakwalifikował się do fazy pucharowej Ligi Mistrzów. Jednak zespół odczuł zmęczenie dużą liczbą spotkań, co spowodowało odpadnięcie z rozgrywek po porażce z Olympique Lyon oraz zakończenie zmagań ligowych na 15. miejscu. Zaczęły pojawiać się głosy, że Alonso po udanych występach i słabym sezonie w wykonaniu zespołu, odejdzie z klubu. Pomimo zainteresowania ze strony Realu Madryt, zawodnik pozostał w Sociedad. Madrycki klub nie chciał zapłacić 13 milionów euro żądanych przez prezesa baskijskiego klubu Jose Luis Astiazarana, w związku z czym transakcja nie doszła do skutku.
Alonso koncentrował się w tym czasie na występach w reprezentacji Hiszpanii na Mistrzostwach Europy 2004. Wszedł jako zmiennik w wygranym 1:0 spotkaniu z Rosją oraz zaliczył pełne 90 minut w meczu z Portugalią. Jednak Alonso został pozbawiony szansy pokazania się w kolejnych meczach, gdyż Hiszpania nie wyszła z grupy, ustępując przyszłym finalistom turnieju, Grecji i Portugalii. Pomimo tego, występ piłkarza na turnieju był mocno analizowany, szczególnie były duński zawodnik Jan Mølby był pod wrażeniem umiejętności hiszpańskiego pomocnika.
W lecie z Realem Sociedad kontrakt podpisał przyjaciel Hiszpana z dzieciństwa, Mikel Arteta. Arteta był zachwycony perspektywą gry u boku Alonso, jednak radość nie trwała długo. Alonso nie uczestniczył w przedsezonowych meczach Realu, sygnalizując poważne zainteresowanie ze strony Liverpoolu. 20 sierpnia 2004 baskijski klub ogłosił porozumienie, na mocy którego piłkarz za sumę 10,5 miliona funtów podpisał kontrakt z angielskim zespołem. Alonso nie narzekał, że jego transfer do Madrytu, który zamieszkuje wiele osób o pochodzeniu baskijskim, nie doszedł do skutku. Zamiast tego skoncentrował się na jak najszybszej integracji z zespołem, do którego za sprawą nowego menedżera Rafaela Beníteza zaczęło przybywać coraz więcej hiszpańskich zawodników.

### Liverpool

#### 2004/05: Zwycięstwo w Lidze Mistrzów
Przybycie Alonso na Anfield Road wraz z rodakiem Luisem García z FC Barcelona zapoczątkowało nową erę w Liverpoolu. Menedżer Rafael Benítez dążył do wprowadzenia dużych zmian w klubie, a szczególnie w kadrze zespołu, wpajając zawodnikom wartości, mające pomóc osiągnąć jak najlepszą dyspozycję na boisku. Dwaj Hiszpanie byli pierwszymi zakupami Beníteza, który zwrócił uwagę, że to ich umiejętności techniczne, a nie siła i wytrzymałość, wniosą dużo ożywienia do gry zespołu. Alonso zadebiutował w Premiership 29 sierpnia 2004 w wyjazdowym meczu z Bolton Wanderers. Liverpool przegrał to spotkanie 0:1, jednak Alonso zebrał pochlebne opinie od prasy, która chwaliła go za umiejętność celnych i precyzyjnych podań. Pojedynek z Fulham pokazał, jak ważnym zawodnikiem dla klubu jest Alonso. Liverpool przegrywał do przerwy 0:2, po której Benítez zdecydował się wprowadzić zawodnika na zmianę. Jego wejście zupełnie odmieniło grę zespołu, zaś mecz skończył się ostatecznie zwycięstwem Liverpoolu 4:2. Co więcej, Hiszpan zdobył gola bezpośrednio z rzutu wolnego, co było zarazem jego pierwszą bramką dla klubu.

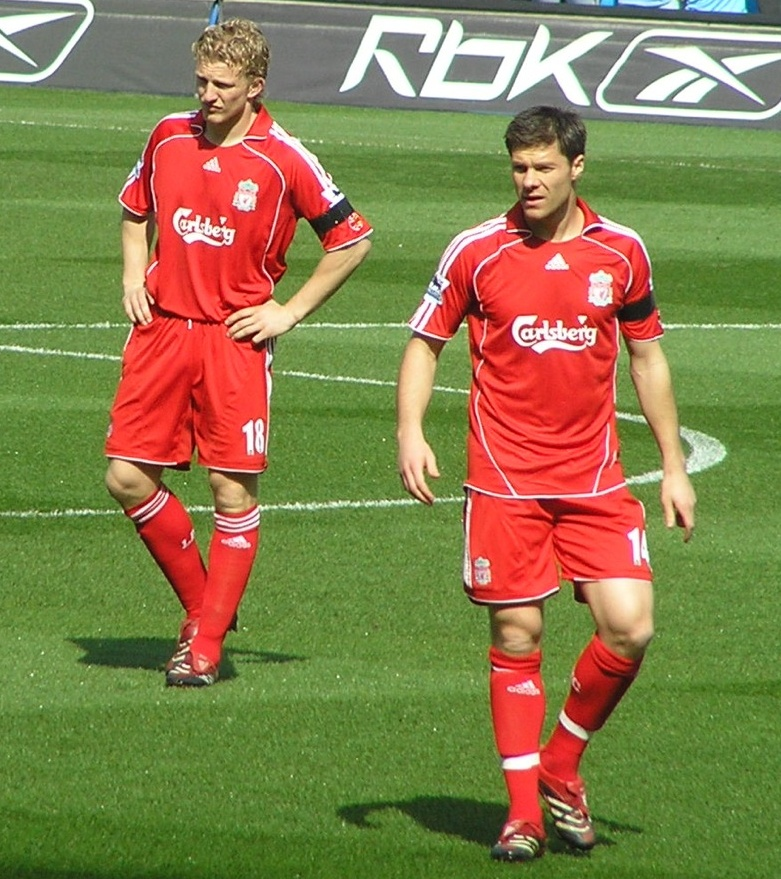
Dirk Kuijt i Xabi Alonso w meczu Liverpoolu

Piłkarz w kolejnych meczach kontynuował strzelanie ważnych bramek, zdobywając swojego pierwszego gola na Anfield w wygranym 2:1 spotkaniu przeciwko Arsenalowi Londyn. Hiszpan był zadowolony ze swoich dokonań i czuł, że w pełni się już zaaklimatyzował w Anglii. W meczu z Arsenalem, po kontuzji powrócił do zespołu Steven Gerrard, lecz obaj pomocnicy nie zdążyli ze sobą zagrać, gdyż tym razem to Alonso doznał urazu. 1 stycznia 2005 w przegranym spotkaniu z Chelsea, Alonso po interwencji Franka Lamparda złamał nogę w kolanie, co spowodowało trzymiesięczną przerwę w grze.
Na boisko powrócił w rozegranym w ramach ćwierćfinału Ligi Mistrzów rewanżowym meczu z Juventusem. Nie był jeszcze w optymalnej dyspozycji, jednak ze względu na kontuzję Stevena Gerrarda, rozegrał pełne 90 minut, a Liverpool remisując 0:0 zapewnił sobie awans do kolejnej fazy rozgrywek. Dziennikarz „The Guardian”, Kevin McCarra z podziwem wypowiedział się o umiejętnościach Hiszpana i poświęceniu w grze, mówiąc: „Ten wielce utalentowany piłkarz udowodnił na Stadio delle Alpi, że technika może zwyciężyć z bólem spowodowanym nie w pełni wyleczonym urazem”. W półfinałowym meczu z Chelsea F.C., zakończonym bezbramkowym remisem, otrzymał żółtą kartkę, przez co nie mógł wystąpić w kolejnym spotkaniu. Alonso był zrozpaczony niemożnością występu w meczu i miał wątpliwości co do słuszności decyzji sędziego. Gerrard powrócił do gry na rewanżowe spotkanie, które po golu Luisa García Liverpool zwyciężył 1:0, awansując do finału.
Piąte miejsce Liverpoolu w lidze na mecie sezonu było zasłużone, jednak klub zdołał osiągnąć sukces w Lidze Mistrzów. Angielski zespół przegrywał do przerwy z Milanem 0:3, jednak w drugiej połowie zdołał odrobić straty. Przy wyniku 3:2 został podyktowany dla Liverpoolu rzut karny, który zdecydował się wykonywać Alonso. Dida, bramkarz włoskiego zespołu, obronił strzał, jednak do odbitej piłki najszybciej dobiegł Alonso i mocnym strzałem doprowadził do wyrównania. Po dogrywce, w której nie doszło do rozstrzygnięcia, miały miejsce rzuty karne, w których Liverpool zwyciężył 3:2. Hiszpan był chwalony za swój wkład w sukces klubu, a menedżer Benítez podkreślił, jak ważną postacią Alonso jest w drużynie. Pomocnik był podekscytowany zwycięstwem, mówiąc: „Jest to najpiękniejsza chwila w mojej dotychczasowej karierze”. Dla Alonso było to zwieńczenie udanego pierwszego sezonu w Anglii, a triumf w najważniejszych klubowych rozgrywkach piłkarskich w Europie rysował przed 23-letnim Hiszpanem świetlaną przyszłość.

#### 2005/06: Triumf w Pucharze Anglii
Alonso przez cały sezon 2005/06 występował w pierwszym składzie, unikając poważniejszych kontuzji, które zdarzały mu się w poprzednich rozgrywkach. W lecie z klubem kontrakt podpisał napastnik Peter Crouch, i zaczęto podejrzewać, że wpłynie to na zmianę stylu podań Liverpoolu, ze względu na wysoki wzrost Croucha. Anglik zaprzeczył temu, wyróżniając umiejętności Alonso oraz Gerrarda, które nadawały styl gry Liverpoolowi. Ze względu na przybycie do klubu Mohameda Sissoko, występującego na tej samej pozycji co Alonso, Hiszpan coraz częściej zasiadał na ławce rezerwowych. Jednak kontuzje Stevena Gerrarda oraz przywiązanie Rafael Beníteza do taktyki 4-5-1 spowodowały powrót piłkarza do pierwszego składu. Wystąpił we wszystkich spotkaniach Ligi Mistrzów, w której to nie udało się klubowi obronić tytułu sprzed roku, odpadając w fazie pucharowej z Benfiką Lizbona.
7 stycznia 2006, w meczu trzeciej rundy Pucharu Anglii z Luton Town, Alonso w dużym stopniu przyczynił się do odrobienia dwubramkowej straty i ostatecznego zwycięstwa 5:3. Hiszpan zdobył dwie niesamowite bramki z dystansu: pierwszą z odległości 35, a drugą 65 jardów. W wyniku tego ostatniego trafienia, pewien kibic, który założył się o 200 funtów, że Alonso zdobędzie bramkę z własnej połowy boiska, wygrał 25 000 funtów. W wygranym 3:1 pojedynku z Portsmouth piłkarz doznał kontuzji kolana, przez którą jego występ w finale Pucharu Anglii był bardzo wątpliwy. Zdążył jednak wyleczyć uraz i wystąpił od początku w decydującym meczu z West Ham United. Steven Gerrard trzecią bramkę dla Liverpoolu zdobył po dograniu Alonso z rzutu wolnego, czym wyprowadził zespół na prowadzenie. Hiszpan z powodu dokuczającego bólu został zmieniony w drugiej połowie spotkania. Liverpool zwyciężył w rzutach karnych, zaś Alonso otrzymał swój pierwszy medal za zwycięstwo w rozgrywkach o Puchar Anglii.
Piłkarz został powołany do kadry na Mistrzostwa Świata 2006, i zdobył pierwszego gola dla Hiszpanii na turnieju, a miało to miejsce w spotkaniu z Ukrainą, 14 czerwca 2006. Pomimo dobrej gry w fazie grupowej, gdzie Hiszpania wygrała we wszystkich trzech meczach, Alonso nie zdołał osiągnąć sukcesu z reprezentacją, odpadając w ćwierćfinale z późniejszym finalistą Francją.

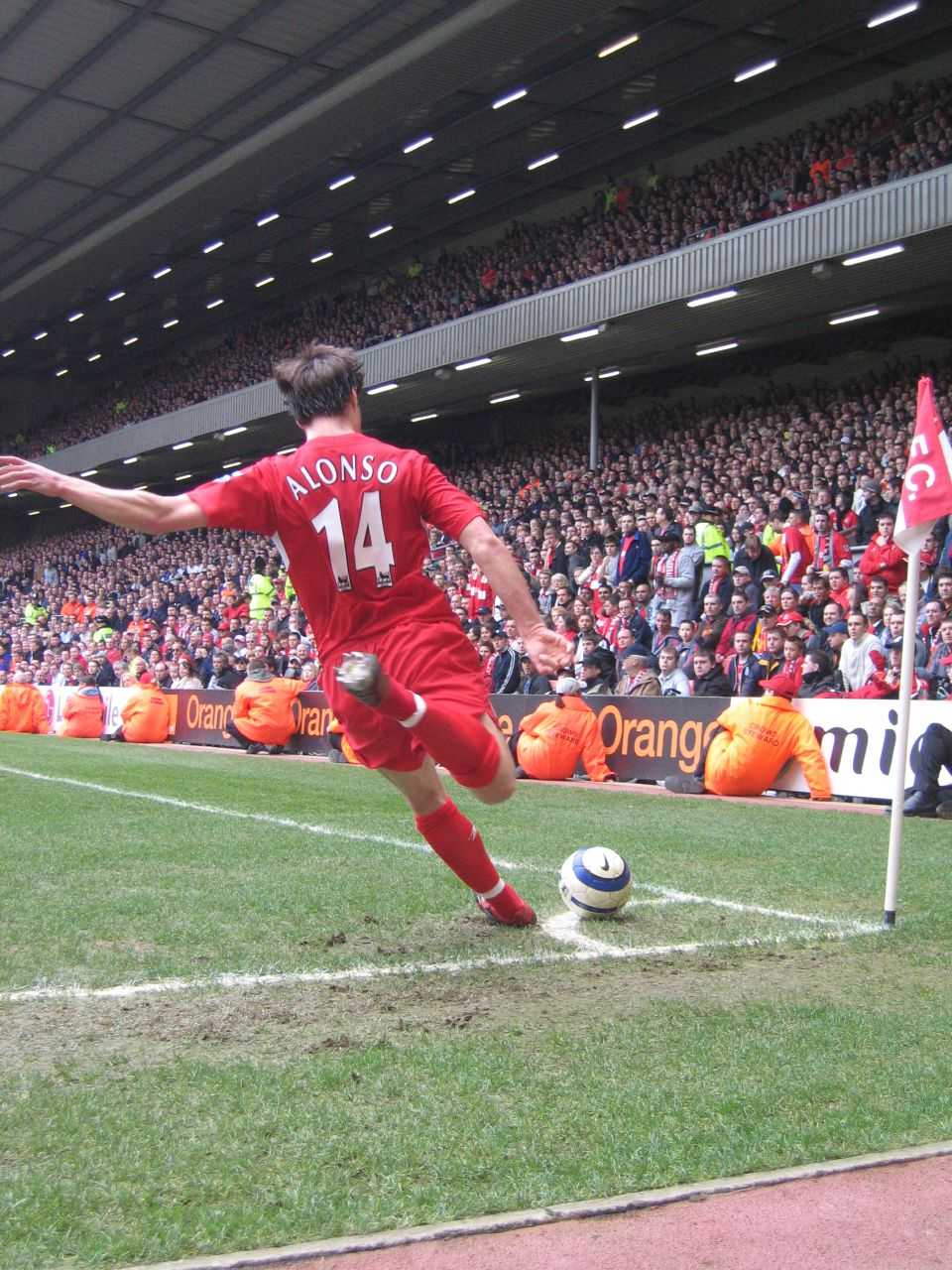
Alonso wykonujący rzut rożny

#### Sezony 2006/07 i 2007/08
20 września 2006 w wygranym 2:0 spotkaniu z Newcastle United ponownie zdobył bramkę z własnej połowy, którą stacja BBC nazwała „niezwykłym trafieniem”. Dziennikarz Andy Hunter piszący dla „The Independent” określił tego gola „jednym z najbardziej śmiałych w bogatej, 115-letniej historii Anfield”. Alonso stwierdził, że bramka z odległości 70 jardów nie była dziełem przypadku, przyznał, że na każdym treningu dużo czasu poświęca na doskonalenie strzałów z dystansu. Pomimo podobieństwa zdobytych w ten sposób goli, Alonso nie miał wątpliwości, który z nich był najładniejszy, mówiąc: „Myślę, że właśnie ten był najlepszy. W meczu z Luton piłka kilka razy skozłowała, a z Newcastle leciała dosyć prosto. Bramkę z Luton zdobyłem wyjątkowo z lewej nogi, jestem szczęśliwy z jej zdobycia, jednak utrzymuję, że najpiękniejsze trafienie miało miejsce w meczu z Newcastle”.
8 czerwca 2007 podpisał nowy pięcioletni kontrakt z klubem, zaprzeczając tym samym plotkom o ewentualnym transferze. Dobrze czuł się w Liverpoolu i po złożeniu podpisu powiedział: „Wiedziałem o zainteresowaniu kilku klubów moją osobą, jednak bardzo chciałem tu zostać. Jestem już tutaj trzy sezony i czuję niezwykłą więź z klubem i kibicami. Rozumiem, co Liverpool znaczy dla ogromnej liczby ludzi. Jest to wyjątkowy klub i nie chciałem go opuszczać”. Sezon 2007/08 rozpoczął się dla Hiszpana udanie: absencja Gerrarda spowodowała, że coraz częściej występował na bardziej ofensywnych pozycjach, a w wygranym 6:0 spotkaniu z Derby County dwukrotnie wpisał się a listę strzelców. Jednak w meczu z Portsmouth sam doznał niewielkiego urazu, który pogłębił się na treningu. Kontuzja kości śródstopia na sześć tygodni wyeliminowała go z treningów, zdecydował się jednak wcześniej powrócić do gry, lecz uraz odnowił się w pierwszym meczu po powrocie. Alonso był z tego powodu przygnębiony, zaś później w wywiadzie powiedział: „Czułem się przybity tą całą sytuacją, ponieważ to było moje pierwsze spotkanie po kontuzji i trwało dla mnie tak krótko. Jednak jako piłkarz nie możesz od tego uciec, szczególnie kiedy drużyna zwycięża, więc się nie poddałem”.
Do gry powrócił pod koniec roku, jednak coraz częściej tracił miejsce w składzie na rzecz Javiera Mascherano i Lucasa Leivy. Mimo to, Rafael Benítez określił Hiszpana „kluczowym piłkarzem zespołu”, utrzymując, że Alonso ma umiejętności, dzięki którym może zmienić obraz gry drużyny i przełamać obronę przeciwnika. 12 stycznia 2008 w spotkaniu z Middlesbrough wystąpił po raz setny w barwach klubu.

#### Mistrzostwo Europy 2008 i sezon 2008/09

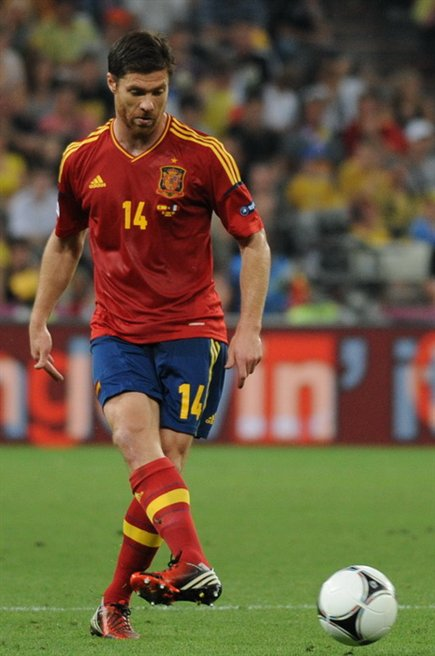
Alonso w barwach reprezentacji Hiszpanii w spotkaniu z Francją

W następnym sezonie Liverpool nie zwyciężył w żadnych rozgrywkach, jednak Alonso miał jeszcze szansę osiągnąć sukces: wziął udział z kadrą na Mistrzostwach Europy 2008. Hiszpan zazwyczaj wchodził na boisko z ławki rezerwowych, jednak w ostatnim spotkaniu grupowym z Grecją, w którym to selekcjoner Luis Aragonés dał odpocząć kluczowym zawodnikom, Alonso otrzymał opaskę kapitańską i został uznany piłkarzem meczu. Pomimo dobrego występu, nie zdołał wywalczyć miejsca w pierwszym składzie, co pokazało, jak silna była reprezentacja. Hiszpanie ostatecznie zwyciężyli w turnieju, a Alonso wystąpił w czterech z sześciu spotkań rozegranych przez Hiszpanię. W rozmowie z dziennikarzem Guillemem Balague powiedział, że triumf reprezentacji był zasłużony oraz że największe znaczenie w podtrzymywaniu passy meczów bez porażki miało zgranie zespołu. Bask był podekscytowany tym osiągnięciem, mówiąc: „Teraz wszyscy żyjemy chwilą. To niesamowite, czujemy się jak we śnie. Fantastyczne uczucie”. Zawodnik kontynuował międzynarodowe sukcesy, zdobywając dwie bramki w rozegranym w sierpniu spotkaniu z Danią, zakończonym zwycięstwem 3:0.
W lecie pojawiły się spekulacje, jakoby Alonso miał odejść z klubu, zaś w jego miejsce Liverpool miałby sprowadzić reprezentanta Anglii, Garetha Barry’ego. Transfer ostatecznie nie doszedł do skutku, zaś Alonso poważnie zaczął zastanawiać się nad swoją pozycją w zespole. Jednak kibice przywrócili mu pogodę ducha, wspierając go na boisku, jak i poza nim, zaś Alonso stwierdził:
„[Fani] nie mogli mnie bardziej pocieszyć, jak tylko pokazując mi, że są ze mną... Kiedy wychodziłem na lunch czy kawę, zawsze był ktoś, kto podchodził i mówił 'Z całego serca chcemy, żebyś został’. Jestem zadowolony, że ostatecznie nic z tego [transferu] nie wyszło, szczerze mówiąc nie bardzo podobał mi się ten pomysł”.
Pomimo wydarzeń z lata, Alonso pewnie zaczął sezon i zarówno jego koledzy z drużyny, jak i dziennikarze chwalili siłę jego charakteru, uznając jego wpływ na grę Liverpoolu jako ważny czynnik wpływający na dobre wejście zespołu w rozgrywki. Szczególne znaczenie miała jedyna bramka strzelona w wygranym 1:0 meczu z Chelsea F.C., w którym „The Reds” zostali pierwszą drużyną, która wygrała na Stamford Bridge od ponad czterech lat. Także badania statystyczne potwierdziły formę Alonso: 11 grudnia został pierwszym graczem z tysiącem celnych podań w obecnym sezonie Premier League.
3 stycznia 2009 w wygranym 2:0 spotkaniu Pucharu Anglii z Preston North End doznał kontuzji stopy, na którą konieczne było założenie siedmiu szwów. Do gry powrócił 20 stycznia w zremisowanym 1:1 spotkaniu z Evertonem, którego to barwy reprezentował przyjaciel Alonso, Mikel Arteta. Liverpool zakończył sezon na drugim miejscu w ligowej tabeli, ustępując Manchesterowi United.
W czerwcu zawodnik otrzymał powołanie na Puchar Konfederacji rozgrywany w Południowej Afryce. W pierwszym spotkaniu Hiszpania pokonała Nową Zelandię 5:0, a Alonso rozegrał pełne 90 minut. Hiszpanie byli faworytami do sięgnięcia po zwycięstwo w turnieju, lecz w półfinale przegrali 0:2 ze Stanami Zjednoczonymi. W meczu o trzecie miejsce La Selección wygrała po dogrywce z gospodarzami, Republiką Południowej Afryki, a Alonso w 107. minucie strzałem z rzutu wolnego zapewnił reprezentacji wygraną oraz został uznany graczem meczu.

### Real Madryt

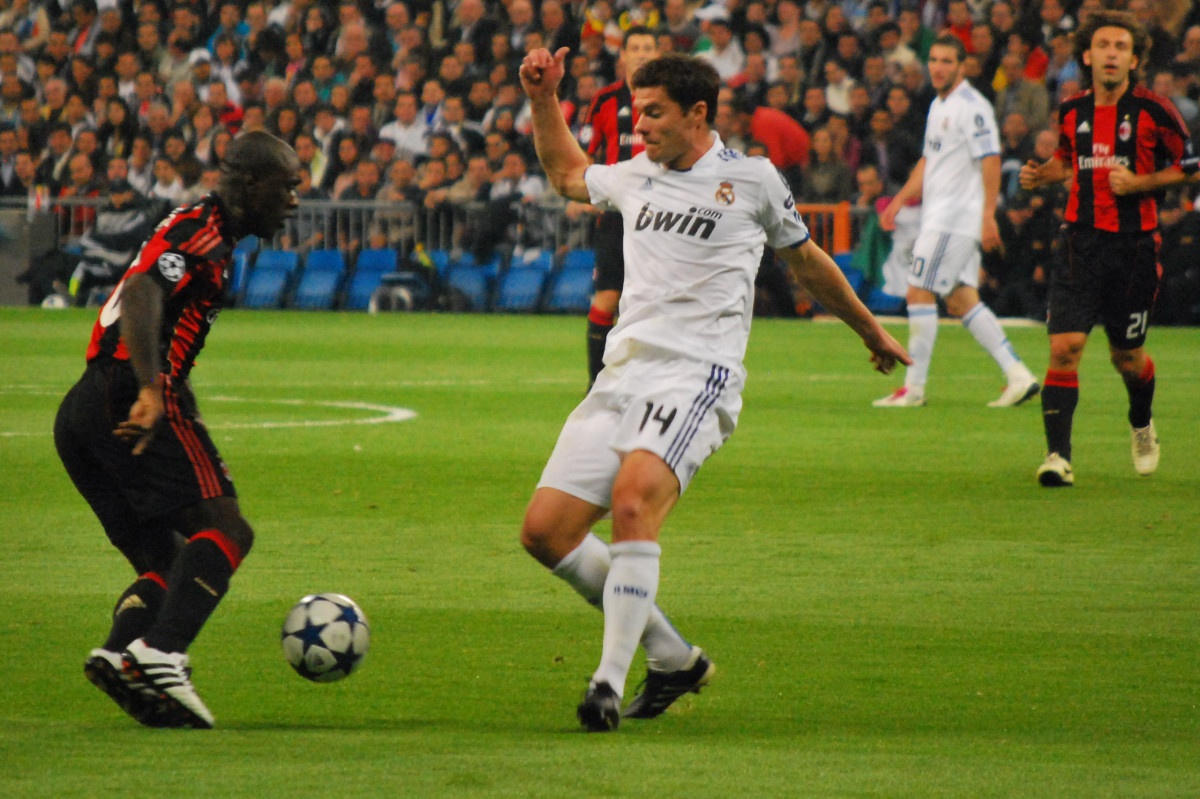
Clarence Seedorf i Xabi Alonso (2010)

#### Sezon 2009/2010
W lecie 2009 roku zainteresowanie piłkarzem wykazał Real Madryt, zaś sam Alonso złożył pisemną prośbę o zgodę na transfer. 5 sierpnia pozytywnie przeszedł testy medyczne i za sumę 30 milionów funtów podpisał kontrakt z Realem. Dwa dni później zadebiutował w nowym klubie, wchodząc na boisko w 61. minucie wygranego 5:1 meczu towarzyskiego z Toronto FC. 29 sierpnia w wygranym 3:2 spotkaniu z Deportivo La Coruña po raz pierwszy wystąpił w lidze w barwach Realu.

### Bayern Monachium
29 sierpnia 2014 roku, Alonso podpisał 2 letni kontrakt z Bayernem Monachium. W nowym klubie otrzymał numer 14. Po 2 sezonach przedłużył swój kontrakt o kolejny rok. Po zakończeniu sezonu 2016/2017 zdecydował się zakończyć swoją karierę. Z Bayernem wywalczył 3 mistrzostwa kraju oraz 1 puchar Niemiec.

## Kariera szkoleniowa
W 2018 roku powrócił do Realu Madryt, aby trenować młodzież.
Rok później wrócił do swojej innej byłej drużyny, Realu Sociedad, gdzie został trenerem rezerw.
6 października 2022 został trenerem Bayeru Leverkusen, z którym w sezonie 2023/2024 wywalczył pierwsze w historii klubu mistrzostwo Niemiec.

## Życie prywatne

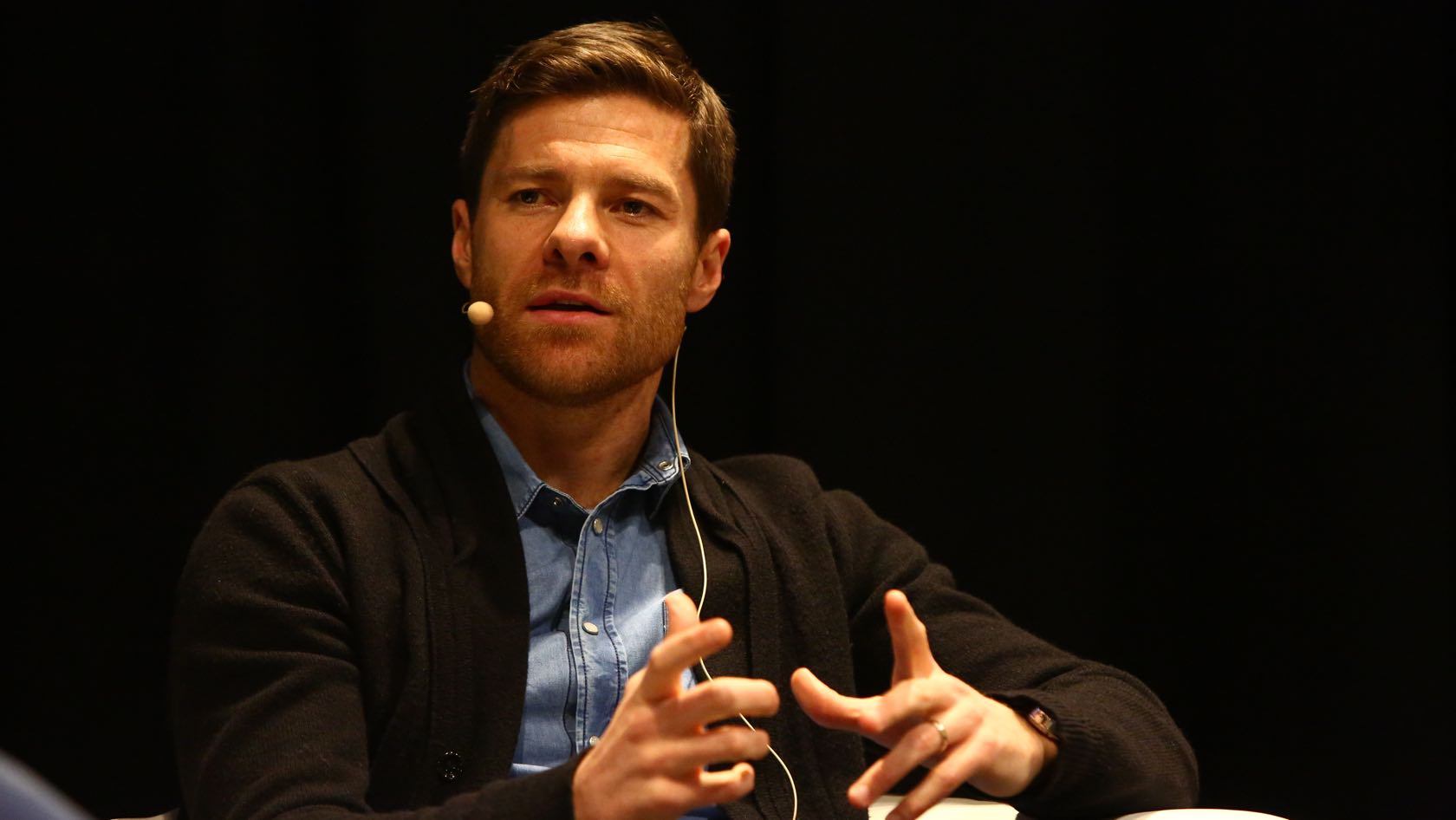
Xabi Alonso (2018)

Alonso uważany jest przez kolegów z drużyny za osobę niezwykle spokojną i przyjazną.
11 marca 2008 urodził się Jontxu Alonso Aranburu, pierwsze dziecko Alonso i jego długoletniej narzeczonej, Nagore Aranburu, z którą 11 lipca 2009 wziął ślub. Podczas porodu syna, piłkarz pozostał w Liverpoolu, by towarzyszyć partnerce, mówiąc później: „Było mi trochę szkoda rezygnować z gry w meczu z Interem, jednak musiałem być w tym momencie z rodziną”. Decyzja ta wywołała wściekłość Rafy Beníteza, który nie powołał zawodnika do składu na rewanżowe spotkanie z Interem na wyjeździe, z czego bardzo niezadowolony był Alonso. 30 marca 2010 roku na świat przyszło drugie dziecko Alonso i jego żony, córka Ane Alonso Aranburu. 2 grudnia 2013 roku urodziło się jego trzecie dziecko Emma Alonso Aranburu.
Alonso i zawodnik Arsenalu Mikel Arteta w dzieciństwie mieszkali na tej samej ulicy w San Sebastián, i dopóki Alonso występował w Anglii, żyli również blisko siebie w Liverpoolu. Przekonał Artetę do podpisania kontraktu z Evertonem mówiąc, jak dobrze jest mu w Liverpoolu. Hiszpan nakłonił także byłego kolegę z Realu Sociedad, Juana Ugarte do przejścia do walijskiego Wrexham w 2004.
Brat piłkarza, Mikel Alonso, sezon 2007/08 spędził na wypożyczeniu w Bolton Wanderers z opcją transferu definitywnego. Ostatecznie do transferu nie doszło i zawodnik powrócił do Hiszpanii trenować z Realem Sociedad, w którym niegdyś występował jego młodszy brat. Alonso zdołał jednak nakłonić brata na powrót do Wielkiej Brytanii, i Mikel dołączył do Swansea City. Alonso ma także brata Jona, który jest sędzią piłkarskim.

## Statystyki kariery

### Zawodnik
| Klub               | Sezon              | Liga    | Liga | Puchar  | Puchar | Puchar Ligi | Puchar Ligi | Europa  | Europa | Inne    | Inne | Razem   | Razem |
| Klub               | Sezon              | Występy | Gole | Występy | Gole   | Występy     | Gole        | Występy | Gole   | Występy | Gole | Występy | Gole  |
| ------------------ | ------------------ | ------- | ---- | ------- | ------ | ----------- | ----------- | ------- | ------ | ------- | ---- | ------- | ----- |
| Real Sociedad      | 1999/00            | 5       | 0    | 1       | 0      | 0           | 0           | 0       | 0      | 0       | 0    | 6       | 0     |
| SD Eibar (wyp.)    | 2000/01            | 14      | 0    | 0       | 0      | 0           | 0           | 0       | 0      | 0       | 0    | 14      | 0     |
| Real Sociedad      | 2000/01            | 17      | 0    | 0       | 0      | 0           | 0           | 0       | 0      | 0       | 0    | 17      | 0     |
| Real Sociedad      | 2001/02            | 30      | 3    | 0       | 0      | 0           | 0           | 0       | 0      | 0       | 0    | 30      | 3     |
| Real Sociedad      | 2002/03            | 32      | 3    | 1       | 0      | 0           | 0           | 0       | 0      | 0       | 0    | 33      | 3     |
| Real Sociedad      | 2003/04            | 35      | 3    | 0       | 0      | 0           | 0           | 8       | 1      | 0       | 0    | 43      | 4     |
| Real Sociedad      | Razem              | 114     | 9    | 1       | 0      | 0           | 0           | 8       | 1      | 0       | 0    | 123     | 10    |
| Liverpool          | 2004/05            | 24      | 2    | 0       | 0      | 0           | 0           | 8       | 1      | 0       | 0    | 32      | 3     |
| Liverpool          | 2005/06            | 35      | 3    | 5       | 2      | 0           | 0           | 10      | 0      | 2       | 0    | 53      | 5     |
| Liverpool          | 2006/07            | 32      | 4    | 1       | 0      | 2           | 0           | 15      | 0      | 1       | 0    | 51      | 4     |
| Liverpool          | 2007/08            | 19      | 2    | 3       | 0      | 1           | 0           | 4       | 0      | 0       | 0    | 27      | 2     |
| Liverpool          | 2008/09            | 33      | 4    | 3       | 0      | 1           | 0           | 10      | 1      | 0       | 0    | 47      | 5     |
| Liverpool          | Razem              | 143     | 15   | 12      | 2      | 4           | 0           | 47      | 2      | 3       | 0    | 210     | 19    |
| Real Madryt        | 2009/10            | 34      | 3    | 0       | 0      | 0           | 0           | 7       | 0      | 0       | 0    | 41      | 3     |
| Real Madryt        | 2010/11            | 34      | 0    | 7       | 1      | 0           | 0           | 11      | 0      | 0       | 0    | 52      | 1     |
| Real Madryt        | 2011/12            | 36      | 1    | 4       | 0      | 0           | 0           | 10      | 0      | 2       | 1    | 52      | 2     |
| Real Madryt        | 2012/13            | 28      | 0    | 7       | 0      | 0           | 0           | 10      | 0      | 2       | 0    | 47      | 0     |
| Real Madryt        | 2013/14            | 26      | 0    | 7       | 0      | 0           | 0           | 9       | 0      | 0       | 0    | 42      | 0     |
| Real Madryt        | 2014/15            | 0       | 0    | 7       | 0      | 0           | 0           | 0       | 0      | 2       | 0    | 2       | 0     |
| Real Madryt        | Razem              | 158     | 4    | 25      | 1      | 0           | 0           | 47      | 0      | 6       | 1    | 236     | 6     |
| Bayern Monachium   | 2014/15            | 26      | 2    | 4       | 0      | 0           | 0           | 10      | 1      | 0       | 0    | 40      | 3     |
| Bayern Monachium   | 2015/16            | 26      | 0    | 4       | 1      | 0           | 0           | 8       | 1      | 1       | 0    | 39      | 2     |
| Bayern Monachium   | 2016/17            | 27      | 3    | 3       | 0      | 0           | 0           | 7       | 0      | 1       | 0    | 38      | 3     |
| Bayern Monachium   | Razem              | 79      | 5    | 11      | 1      | 0           | 0           | 25      | 2      | 2       | 0    | 117     | 8     |
| Łącznie w karierze | Łącznie w karierze | 508     | 33   | 50      | 4      | 4           | 0           | 127     | 5      | 12      | 1    | 701     | 43    |

| Zespół narodowy | Rok     | Występy | Gole |
| --------------- | ------- | ------- | ---- |
| Hiszpania       | 2003    | 5       | 0    |
| Hiszpania       | 2004    | 11      | 0    |
| Hiszpania       | 2005    | 6       | 0    |
| Hiszpania       | 2006    | 11      | 1    |
| Hiszpania       | 2007    | 6       | 0    |
| Hiszpania       | 2008    | 14      | 2    |
| Hiszpania       | 2009    | 12      | 4    |
| Hiszpania       | 2010    | 16      | 2    |
| Hiszpania       | 2011    | 11      | 3    |
| Hiszpania       | 2012    | 14      | 3    |
| Hiszpania       | 2013    | 6       | 1    |
| Ogólnie         | Ogólnie | 113     | 16   |

Ostatnia aktualizacja: 23 czerwca 2014
| #   | Data                | Miejsce                                                    | Przeciwnik        | Gol | Wynik | Zawody                               |
| --- | ------------------- | ---------------------------------------------------------- | ----------------- | --- | ----- | ------------------------------------ |
| 1.  | 14 czerwca 2006     | Zentralstadion, Lipsk, Niemcy                              | Ukraina           | 1-0 | 4-0   | Mistrzostwa Świata 2006              |
| 2.  | 20 sierpnia 2008    | Parken, Kopenhaga, Dania                                   | Dania             | 0-1 | 0-3   | Mecz towarzyski                      |
| 3.  | 20 sierpnia 2008    | Parken, Kopenhaga, Dania                                   | Dania             | 0-3 | 0-3   | Mecz towarzyski                      |
| 4.  | 1 kwietnia 2009     | Ali Sami Yen, Stambuł, Turcja                              | Turcja            | 1-1 | 1-2   | Eliminacje do Mistrzostw Świata 2010 |
| 5.  | 28 czerwca 2009     | Royal Bafokeng Stadium, Rustenburg, RPA                    | Południowa Afryka | 2-3 | 2-3   | Puchar Konfederacji 2009             |
| 6.  | 14 listopada 2009   | Estadio Vicente Calderón, Madryt, Hiszpania                | Argentyna         | 1-0 | 2-1   | Mecz towarzyski                      |
| 7.  | 14 listopada 2009   | Estadio Vicente Calderón, Madryt, Hiszpania                | Argentyna         | 2-1 | 2-1   | Mecz towarzyski                      |
| 8.  | 29 maja 2010        | Tivoli Neu, Innsbruck, Austria                             | Arabia Saudyjska  | 1-2 | 2-3   | Mecz towarzyski                      |
| 9.  | 8 czerwca 2010      | Estadio Nueva Condomina, Murcia, Hiszpania                 | Polska            | 3-0 | 6-0   | Mecz towarzyski                      |
| 10. | 8 czerwca 2011      | Estadio José Antonio Anzoategui, Puerto la Cruz, Wenezuela | Wenezuela         | 0-3 | 0-3   | Mecz towarzyski                      |
| 11. | 10 sierpnia 2011    | Stadio San Nicola, Bari, Włochy                            | Włochy            | 1-1 | 2-1   | Mecz towarzyski                      |
| 12. | 7 października 2011 | Generali Arena, Praga, Czechy                              | Czechy            | 0-2 | 0-2   | Eliminacje do Mistrzostw Europy 2012 |
| 13. | 30 maja 2012        | Stade de Suisse Wankdorf, Berno, Szwajcaria                | Korea Południowa  | 2-1 | 4-1   | Mecz towarzyski                      |
| 14. | 23 czerwca 2012     | Donbas Arena, Donieck, Ukraina                             | Francja           | 1-0 | 2-0   | Mistrzostwa Europy 2012              |
| 15. | 23 czerwca 2012     | Donbas Arena, Donieck, Ukraina                             | Francja           | 2-0 | 2-0   | Mistrzostwa Europy 2012              |
| 16. | 13 czerwca 2014     | Itaipava Arena Fonte Nova, Salvador, Brazylia              | Holandia          | 1-0 | 1-5   | Mistrzostwa Świata 2014              |

Ostatnia aktualizacja: 23 czerwca 2014

### Trener
Aktualne na 17 maja 2025.
| Zespół           | Od                  | Do           | Statystyka | Statystyka | Statystyka | Statystyka | Statystyka |
| Zespół           | Od                  | Do           | M          | W          | R          | P          | % W        |
| ---------------- | ------------------- | ------------ | ---------- | ---------- | ---------- | ---------- | ---------- |
| Real Sociedad B  | 1 czerwca 2019      | 28 maja 2022 | 98         | 40         | 23         | 35         | 40,82      |
| Bayer Leverkusen | 5 października 2022 | 17 maja 2024 | 140        | 88         | 33         | 19         | 62,86      |
| Łącznie          | Łącznie             | Łącznie      | 238        | 129        | 55         | 54         | 54,20      |

## Sukcesy

### Zawodnik

#### Klubowe
Liverpool
- Puchar Anglii: 2005/06
- Tarcza Wspólnoty: 2006
- Liga Mistrzów UEFA: 2004/05
- Superpuchar UEFA: 2005

Real Madryt
- Mistrzostwo Hiszpanii: 2011/12
- Puchar Króla: 2010/11, 2013/14
- Superpuchar Hiszpanii: 2012
- Liga Mistrzów UEFA: 2013/14

Bayern Monachium
- Mistrzostwo Niemiec: 2014/15, 2015/16, 2016/17
- Puchar Niemiec: 2015/16
- Superpuchar Niemiec: 2016

#### Reprezentacyjne
- Mistrzostwo świata: 2010
- Mistrzostwa Europy: 2008, 2012

#### Indywidualne
- Don Balón Award: 2003
- FIFPro World XI: 2011, 2012
- Drużyna marzeń według UEFA podczas Mistrzostw Europy 2012 w Polsce i Ukrainie
- Drużyna Roku w Lidze Mistrzów: 2014

### Trener
Bayer Leverkusen
- Mistrzostwo Niemiec: 2023/24
- Puchar Niemiec: 2023/24
- Super Puchar Niemiec 2024